# Musée du Chapitre
Situé dans une tour médiévale, le musée du Chapitre présente sur trois étages l'histoire de la ville d'Épinal.

## Description
Au rez-de-chaussée, la maquette de monsieur Gnaedinger reproduit le célèbre tableau de Nicolas Bellot, qui a peint la cité spinalienne en 1626, sur commande de la ville qui souhaitait disposer d'un plan de type cadastral, ou faire constater par les ducs de Lorraine, alors « suzerains » des Spinaliens, les travaux à entreprendre pour remettre en état la Moselle, rivière qui traverse Épinal. Le reste de l'exposition est consacré aux évolutions de la ville, évolutions présentées en images.
Le premier étage est consacré aux objets archéologiques, témoignant de la vie des Spinaliens au Moyen Âge et à l'époque moderne, qui ont été retrouvés lors des différentes fouilles organisées à Épinal depuis une trentaine d'années : boulets de canons, éléments architecturaux, objets de la vie quotidienne, etc.
Quant au second étage, il accueille les chanoinesses d'Epinal, ces dames nobles qui ont marqué la vie religieuse spinalienne, et dont on peut encore admirer les maisons dans la rue du Chapitre, toute proche du musée.